# Platja dels Patins a Vela
La platja dels Patins a Vela, o platja dels Patins de Vela, és una platja urbana del municipi de Badalona (Barcelonès). Limita al nord-est amb la platja dels Pescadors, a l'alçada del carrer del Mar, i al sud-oest amb la platja de l'Estació, a l'alçada de l'avinguda de Martí Pujol. Té una longitud de 120 m i una amplada de 55 m, de sorra gruixuda. És la més coneguda de la ciutat de Badalona i rep aquest nom perquè hi ha el Club Natació Badalona, l'espai on es concentren els amants de la vela. L'edifici confrontant era la llotja dels pescadors, que el 2011 es va traslladar al port de Badalona, i l'any següent el CN Badalona va guanyar la concessió per a allotjar-hi l'escola de vela. També hi ha la piscina municipal coberta, inaugurada a finals de 1971, i que des del 2012 s'anomena 'Mireia Belmonte', en honor de la nedadora olímpica badalonina.
Des del 2022 s'hi instal·la cada estiu una zona per a gossos, d'uns 900 m², delimitada amb tanques.